# بازار اسکو
بازار اسکو مربوط به دوره قاجار است و در اسکو واقع شده و این اثر در تاریخ ۲ آبان ۱۳۸۲ با شمارهٔ ثبت ۱۰۴۷۶ به‌عنوان یکی از آثار ملی ایران به ثبت رسیده است.